# بوريليا برازيلية
بوريليا برازيلية (الاسم العلمي:Borrelia brasiliensis) هي نوع من البكتيريا تتبع جنس البوريليا من الفصيلة البوريلية.